# Курунегала (округ)
Курунегала (синг. කුරුණෑගල පරිපාලන දිස්ත්රික්කය, там. குருநாகல் மாவட்டம) — один з 25 округів Шрі-Ланки. Входить до складу Північно-Західної провінції країни. Адміністративний центр — місто Курунегала. Площа округу складає 4816 км².

## Населення
Населення за даними перепису 2001 року становить 1 460 215 чоловік. 91,85% населення складають сингали; 6,47% — ларакалла; 1,20% — ланкійські таміли; 0,20% — індійські таміли; 0,15% — малайці; 0,04% — бюргери і 0,08% — інші етнічні групи. 89,06% населення сповідують буддизм; 6,73% — іслам; 3,27% — християнство і 0,91% — індуїзм.

## Історія
В давні часи територія сучасної Курунеґали перебувала у складі різних царств таких як Пандуваснувара, Курунеґала, Япахува, Дамбаденія, Ґамполи, Котте. Десь поміж XIII ст. місто Курунеґала слугувало торговим та культурним центром тодішніх царств. У 1597 році після падіння королівства Котте, Курунеґала опинилася під португальським, пізніше під голландським та британським контролем. У 1833 році, після реформи, Курунеґала стала частиною Північно-Західної провінції.
У 1922 році в Курунеґалі на честь цейлонців, які загинули в роки Першої світової війни, було побудовано годинникову вежу в центрі міста. Пізніше вежа стала присвячена і воїнам-цейлонцям, які загинули в роки Другої світової війни.